# Fleskøya
Fleskøya est une île norvégienne du comté de Hordaland appartenant administrativement à Bømlo.

## Description
Rocheuse et couverte d'une légère végétation, elle s'étend sur environ 405 m de longueur pour une largeur approximative de 177 m. Elle compte une habitation. 